# Anemesia karatauvi
Anemesia karatauvi is een spinnensoort uit de familie Cyrtaucheniidae. De soort komt voor in Tadzjikistan.